# Piniano
Piniano (in latino Pinianus; fl. 385-396) è stato un politico romano, praefectus urbi di Roma, attestato in carica dal 25 febbraio 385 al 387.
Nel febbraio 385 ricevette una lettera dell'imperatore Valentiniano II, che si congratulava con lui per l'elezione del vescovo Siricio e l'espulsione del suo rivale Ursino. Durante la sua magistratura la città fu colpita da una scarsità di grano sul mercato, che fu causata dai commercianti che volevano artificialmente aumentarne il prezzo. È a lui che va probabilmente attribuita la basilica Piniani (CIL VI, 40805), di incerta collocazione, restaurata da Cecina Decio Aginazio Albino, praefectus nel 416 e poi nel 426.
Nel 396 fu inviato come ambasciatore del Senato a corte, insieme ad Anicio Paolino e a Postumiano, per chiedere aiuto all'imperatore in occasione di una penuria di viveri.
Fu probabilmente lo zio paterno di Valerio Piniano (il marito di Melania la giovane) e dunque fratello di Valerio Severo.